# Amauroderma buloloi
Amauroderma buloloi är en svampart som beskrevs av Aoshima 1971. Amauroderma buloloi ingår i släktet Amauroderma och familjen Ganodermataceae.   Inga underarter finns listade i Catalogue of Life.